# Dialectes du basque
La langue basque est divisée en plusieurs dialectes (chacun appelé euskalki en basque). La division la plus courante suit les limites des régions du Pays basque en Espagne et en France. Principalement utilisés dans les régions respectives qui leur ont donné leur nom, ils possèdent de nombreuses similarités linguistiques. L'existence de ces divisions dialectales témoigne de l'ancienneté durable de la langue dans la région. 

Les dialectes du basque selon Koldo Zuazo en haut et celle de 1850 faite par Louis-Lucien Bonaparte.

L'aquitain était une ancienne langue apparentée au basque qui a disparu au profit du gascon, dans la région Aquitaine et le sud-ouest de la région Midi-Pyrénées.
Au XVIIe siècle, c’était un lieu commun de dire qu'« au paradis terrestre le serpent parlait anglais ; que la femme parlait français, mais que Dieu parlait espagnol ». En basque, on disait que le dialecte de Soule, le plus oriental, était agréable à l’oreille ; le continental de la côte, celui du Labourd, prétentieux et cérémonieux ; le central, direct et agréable ; et l’occidental, au contraire, dur.

## La dialectologie actuelle
Le basque actuel n'est pas tout à fait le même que celui qui existait en 1860. Le basque a en effet connu des changements au cours de 150 dernières années, parmi lesquels il faut souligner la disparition de plusieurs dialectes ainsi qu'un processus d'unification.
La dialectologie basque s'est considérablement développée dernièrement. Grâce aux nouveaux critères méthodologiques, des recherches poussées des dialectes de la langue basque ont été réalisées. Ceci a permis aux dialectologues actuels d'avoir une information que Louis-Lucien Bonaparte n'avait pas à son époque. À la suite des nouvelles recherches qui sont faites dans le domaine de la dialectologie basque, le professeur de philologie basque de l'université du Pays basque, Koldo Zuazo, a effectué une nouvelle classification, qui a eu un bon accueil auprès des dialectologues basques. Koldo Zuazo a publié un Atlas des Dialectes Basques, le seul publié jusqu'à présent.

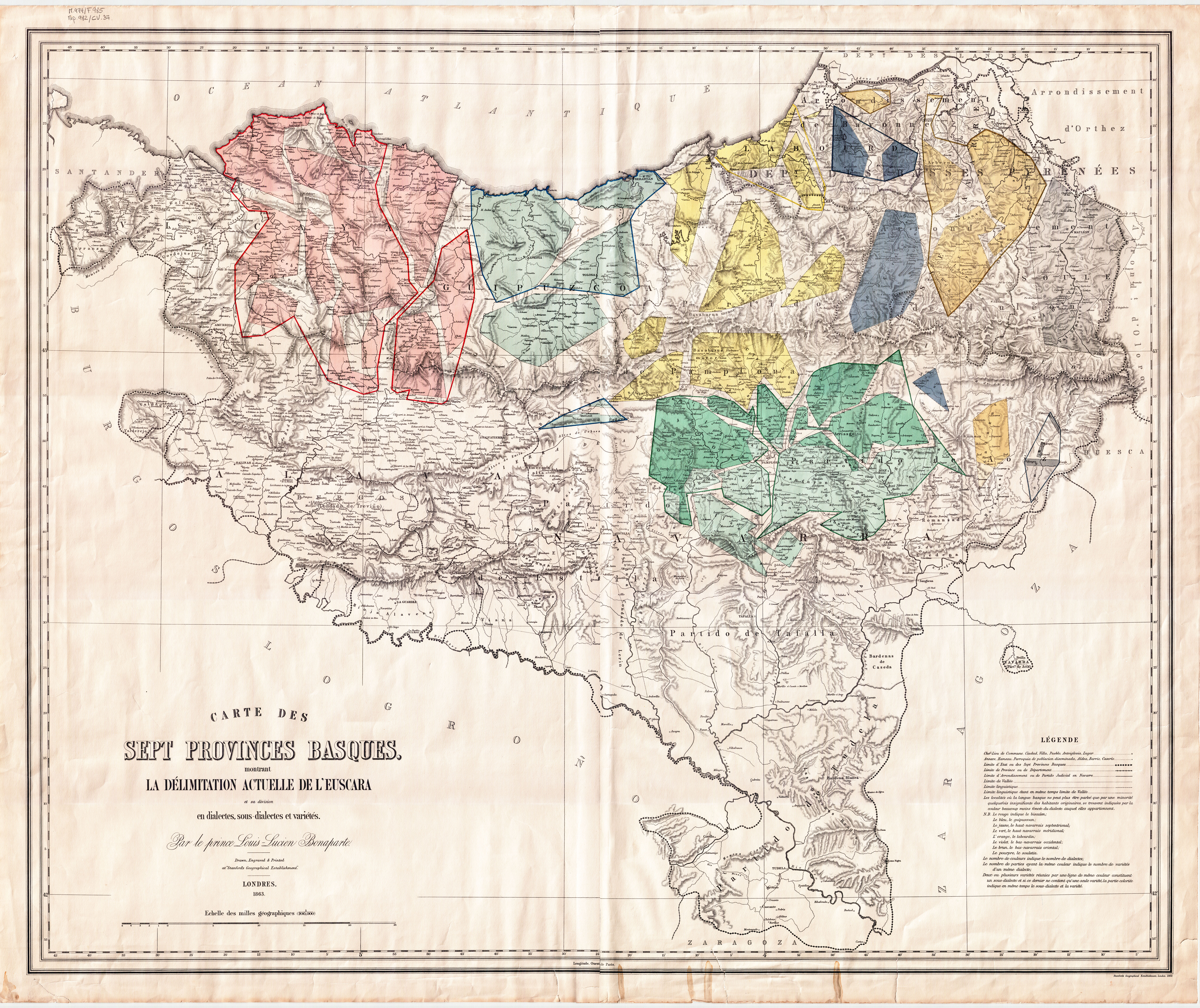
Dialectes basques, selon Louis Lucien Bonaparte (XIXe siècle)

## Classification jusqu'à la fin duXXesiècle
- Le guipuscoan parlé dans la province du Guipuscoa
- Le biscaïen parlé dans la province de Biscaye
- Le haut-navarrais parlé dans le sud de la Navarre espagnole ou Haute-Navarre, c’est-à-dire dans la partie du Royaume de Navarre qui fut conquise en 1512 par le royaume d'Aragon puis intégré au royaume d'Espagne en 1516. Subdivisé en haut-navarrais septentrional et méridional.
- Le bas-navarrais parlé en Basse-Navarre et au nord de la Navarre espagnole. Subdivisé en bas-navarrais occidental et oriental.
- Le labourdin parlé au Labourd et au nord de la Navarre espagnole
- Le souletin parlé en Soule

Et le roncalais parlé dans la vallée de Roncal, sa dernière locutrice native, Fidela Bernat, est décédée en 1991. Il est depuis considéré comme éteint.

## Classification de Koldo Zuazo

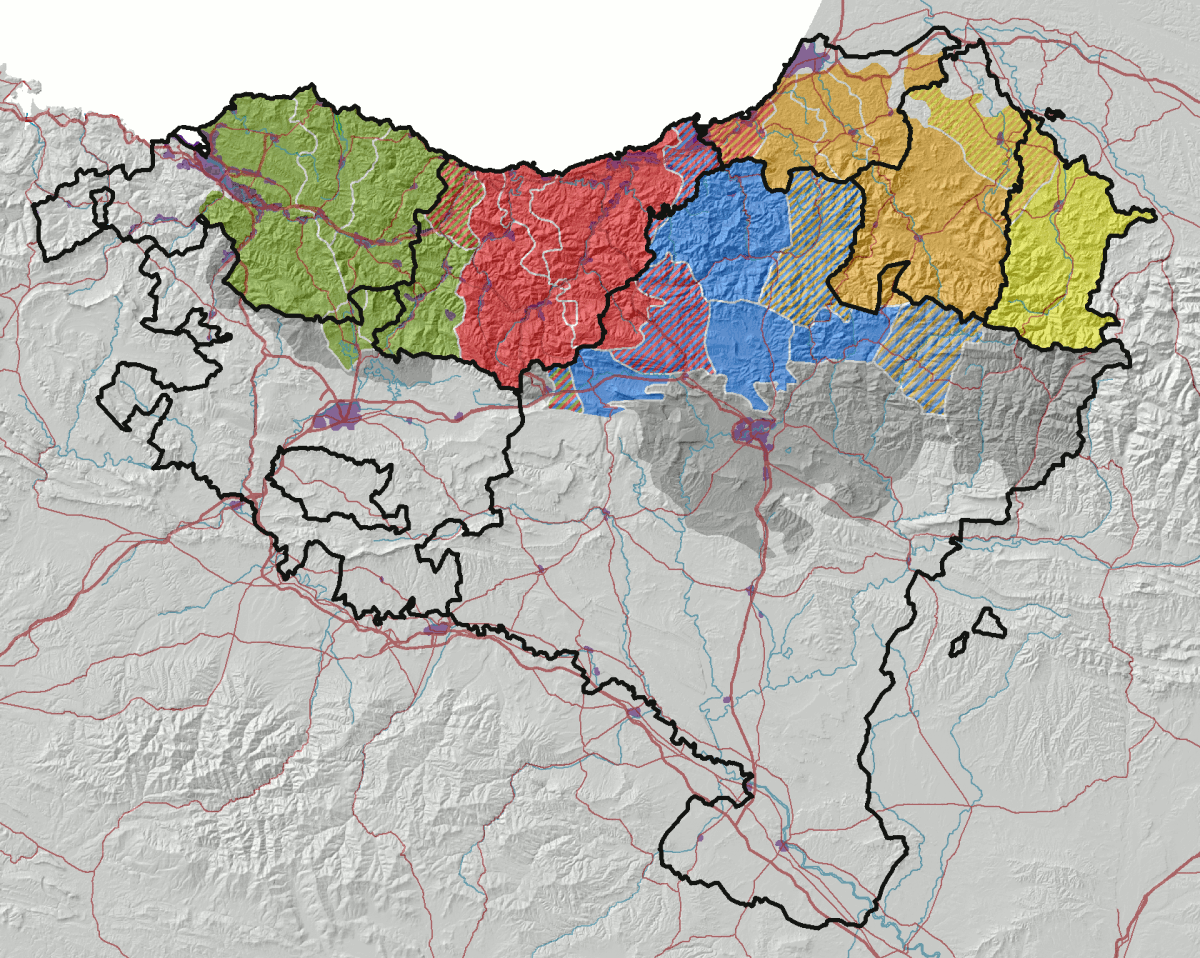
Les dialectes du basque selon Koldo Zuazo
L'occidental (biscaïen)
Le central (guipuscoan)
Le navarrais
Le navarro-labourdin
Le souletin
autres aires du basque cf. 1850 (Louis-Lucien Bonaparte)

Ils ont servi de base à la formation de la langue écrite commune appelée basque unifié (euskara batua en basque), essentiellement basée sur les dialectes guipuscoan, navarrais et un peu de labourdin.
Bien que le nouveau classement ne s´éloigne pas trop de celui de Bonaparte, il y a des différences importantes comme dans le cas de la dénomination des dialectes :
- L'occidental (autrefois biscayen).
  - Le sous-dialecte de l'ouest. (Sartaldeko azpieuskalkia)
  - Le sous-dialecte de l'est. (Sortaldeko azpieuskalkia)
  - Le sous-dialecte est-ouest. (Sartalde eta sortaldeko azpieuskalkia). C'est un sous-dialecte intermédiaire combiné entre le sous-dialecte biscayen de l'ouest et de l'est.
  - Le sous-dialecte biscayo-guipuscoan. (Mendebaleko eta erdialdeko euskalkia). C'est un sous-dialecte intermédiaire combiné entre le biscayen et le guipuscoan.
- Le central (celui du Guipuscoa, approximativement).
  - Le sous-dialecte de l'ouest. (Sartaldeko azpieuskalkia)
  - Le sous-dialecte central. (Erdiguneko azpieuskalkia)
  - Le sous-dialecte centre-ouest. (Sartalde eta erdiguneko azpieuskalkia). C'est un sous-dialecte intermédiaire combiné entre le sous-dialecte guipuscoan de l'ouest et central.
  - Le sous-dialecte de l'est. (Sortaldeko azpieuskalkia). C'est un sous-dialecte intermédiaire combiné entre le navarrais et le guipuscoan.
- Le navarrais (qui fusionne les précédents haut-navarrais septentrional et méridional).
  - Le sous-dialecte du nord-ouest. (Ipar-sartaldeko azpieuskalkia)
  - Le sous-dialecte du sud-ouest. (Hego-sartaldeko azpieuskalkia)
  - Le sous-dialecte central. (Erdiguneko azpieuskalkia)
  - Le sous-dialecte de l'est. (Sortaldeko azpieuskalkia)
  - Le sous-dialecte de Burunda. C'est un sous-dialecte intermédiaire combiné entre le biscayen, guipuscoan et le navarrais.
  - Le sous-dialecte de Baztan. C'est un sous-dialecte intermédiaire combiné entre le navarro-labourdin et le navarrais.
  - Le sous-dialecte d'Aezkoa. C'est un sous-dialecte intermédiaire combiné entre le navarro-labourdin, le navarrais oriental et le navarrais.
- Le navarro-labourdin (qui fusionne le labourdin et les dialectes bas-navarrais).
  - Le sous-dialecte de l'ouest. (Sartaldeko azpieuskalkia)
  - Le sous-dialecte de l'est. (Sortaldeko azpieuskalkia)
  - Le sous-dialecte est-ouest. (Sartalde eta sortaldeko azpieuskalkia). C'est un sous-dialecte intermédiaire combiné entre le sous-dialecte navarro-labourdin de l'est et ouest.
  - Le sous-dialecte côtier. (Kostatarra). C'est un sous-dialecte intermédiaire combiné entre le navarro-labourdin et le guipuscoan.
  - Le sous-dialecte de Mixe. (Amikuze). C'est un sous-dialecte intermédiaire combiné entre le navarro-labourdin et le souletin.
- Le souletin.

Quant au navarrais oriental (salazarien et roncalais), n'ayant plus de locuteur, il ne figure plus dans la nomenclature de 2008.